# Níjar
Níjar er en by og kommune i det sydøstlige Spanien i provinsen Almería. Den har et indbyggertal på 33.076 (2024) indbyggere.